# 新費奧多羅夫卡 (盧甘斯克州)
48°21′19″N 39°18′10″E / 48.35528°N 39.30278°E
新费奥多罗夫卡（俄语：Новофёдоровка），或按乌克兰语译作新費多里夫卡（烏克蘭語：Новофедорівка），是法理上是烏克蘭盧甘斯克州卢甘斯克区盧圖希內市鎮的村莊。該村始建於1956年，面積0.06平方公里，海拔高度142米，2001年人口231，人口密度每平方公里3,915.3人。